# Közönséges bársonyatka
A közönséges bársonyatka vagy bíboratka (Trombidium holosericeum) a pókszabásúak (Arachnida) osztályának a bársonyatka-alakúak (Trombidiformes) rendjébe, ezen belül a bársonyatkafélék (Trombidiidae) családjába tartozó faj.

## Előfordulása
A közönséges bársonyatka az úgynevezett palearktikus faunatartomány része. Ez a terület magába foglalja Eurázsiát és Észak-Afrikát.

## Megjelenése
A mérsékelt öv északi felén az egyik legnagyobb atkafaj, testhossza elérheti a 4 millimétert is. Az élénkvörös, bíborvörös testét számos apró szőr borítja, emiatt az állat bársonyos és puha tapintású. A kis szemei nyúlványokon ülnek. A csáprágói ollószerűek. A tapogatólábaival érzékeli világát. A szembetűnő megjelenése mérgező mivoltára utal, de ezidáig még nem tárták fel mérgének összetevőit.

## Életmódja
A kifejlett egyed aktív ragadozó; életét barangolással és a táplálékául szolgáló ízeltlábúak petéinek felkutatásával tölti. A lárva gazdaállatra tapadva élősködik. A gazdaállat lehet: sáska, kétszárnyú, kaszáspók vagy pók.

## Képek

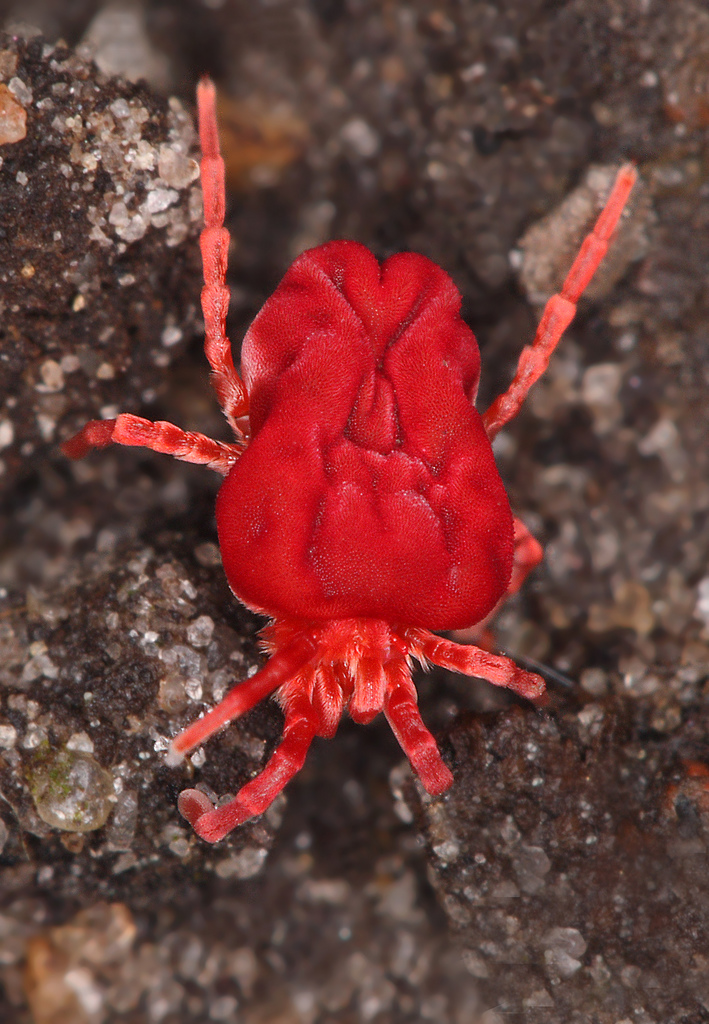
Felnőttek
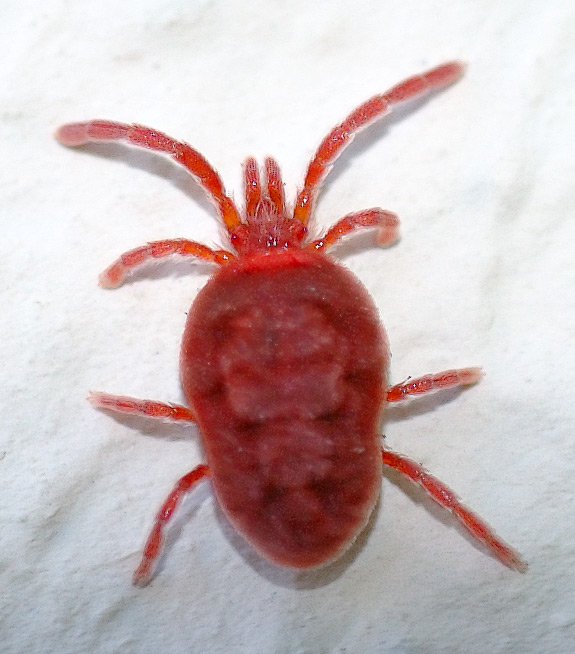
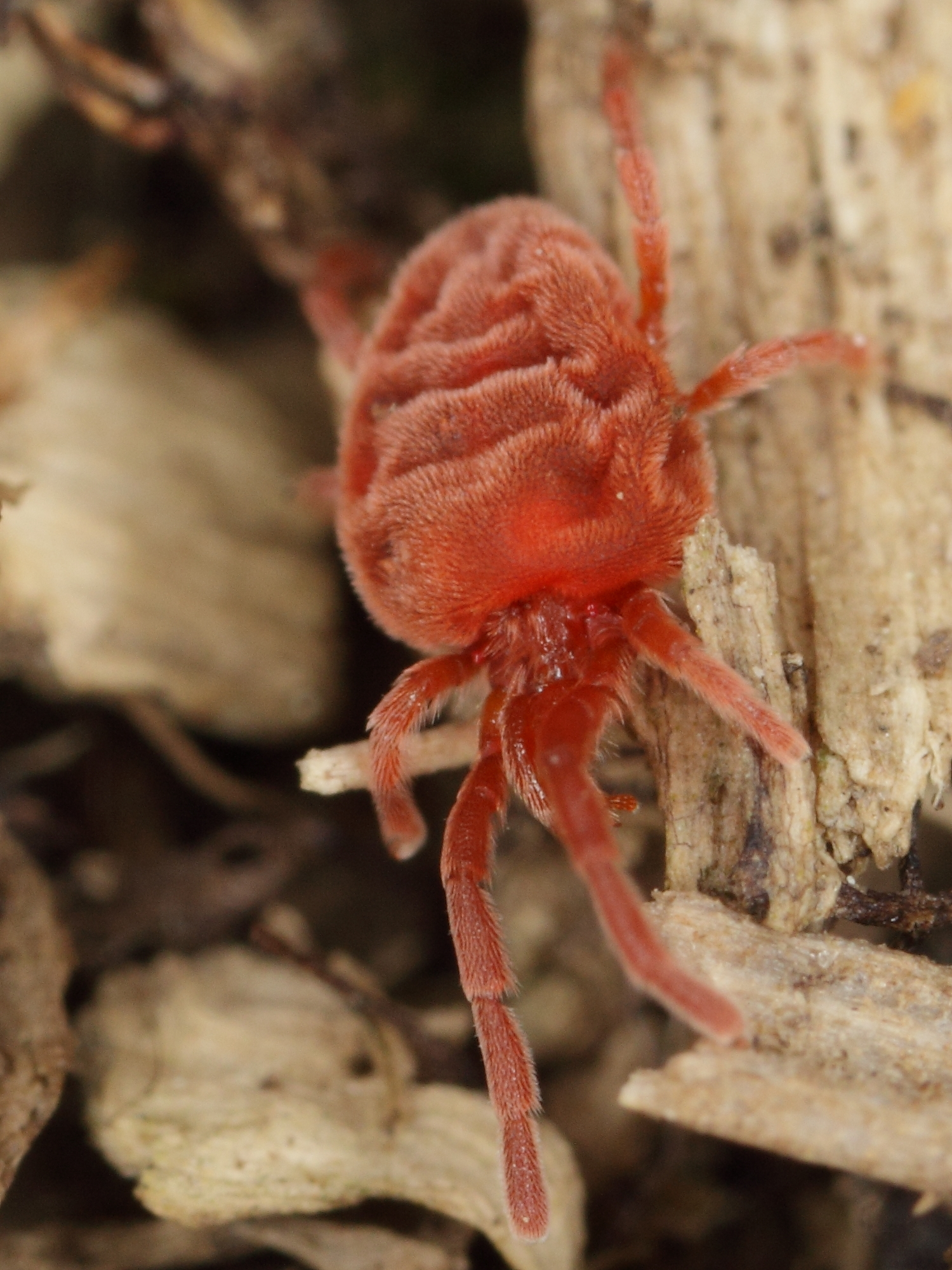
közelről
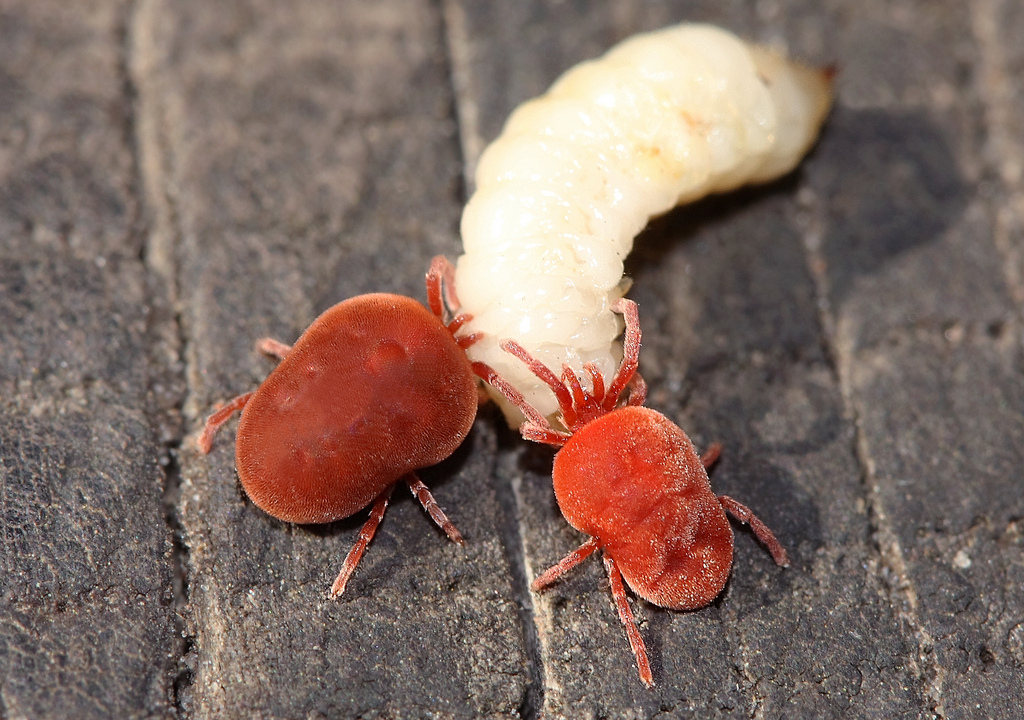
Lárvára támadó példányok
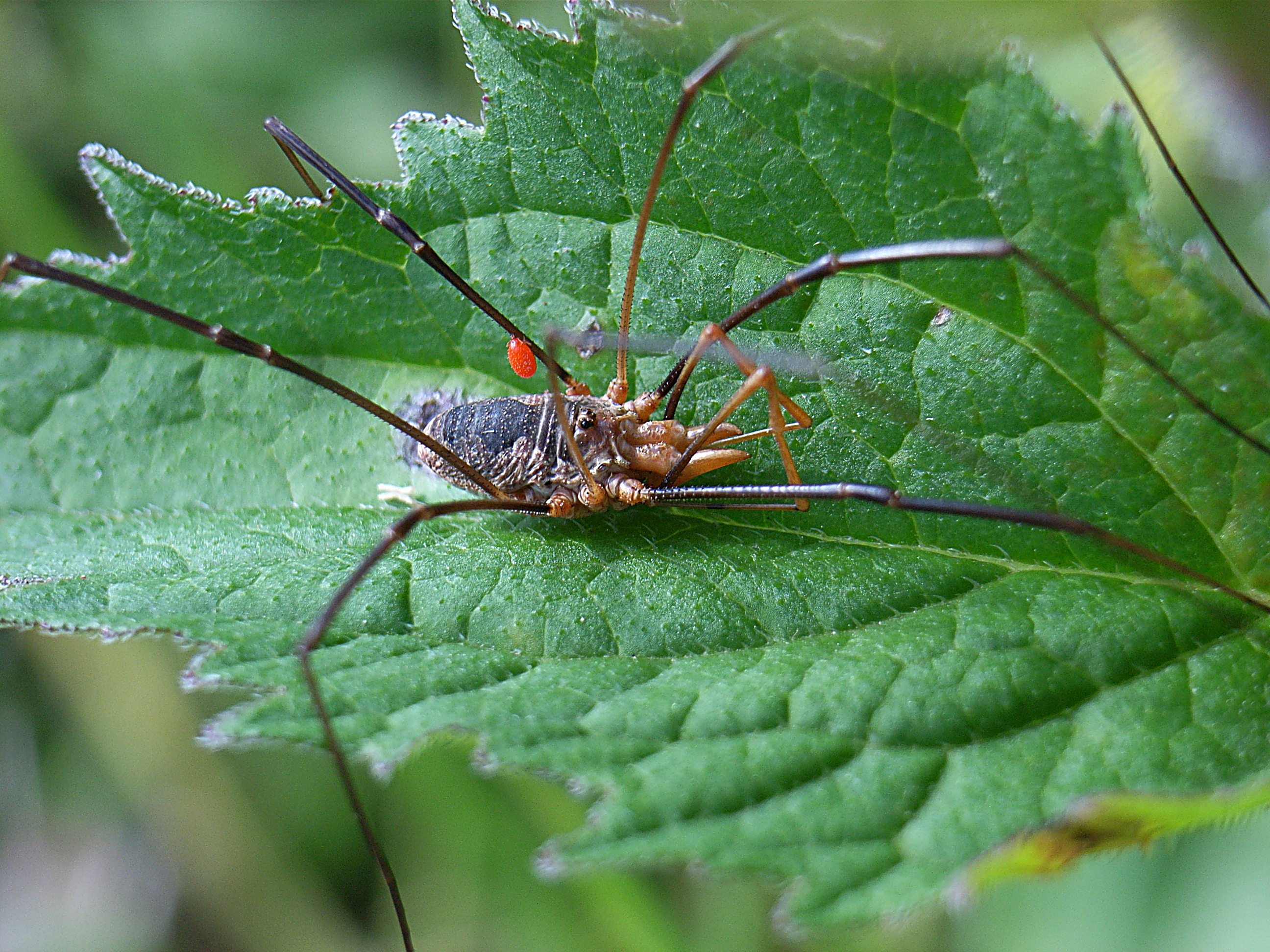
Egy kaszáspókon

### Fordítás
- Ez a szócikk részben vagy egészben  a   Trombidium holosericeum című angol Wikipédia-szócikk ezen változatának fordításán alapul.  Az eredeti cikk szerkesztőit annak laptörténete sorolja fel. Ez a jelzés csupán a megfogalmazás eredetét és a szerzői jogokat jelzi, nem szolgál a cikkben szereplő információk forrásmegjelöléseként.